# 联茂电子
联茂电子股份有限公司是一家主要生产銅箔基板的企业，于1997年4月10日成立，总部位于台湾新竹，在台湾和中国大陆的无锡、东莞虎门、广州、东莞黄江等地设有工厂。联茂是全球第五大銅箔基板生產廠商。

## 历史
1997年4月10日，聯茂電子股份有限公司在台湾臺北市成立，登記資本額爲2億2千萬，隨後同年增資至2億2千萬；2000年，工厂遷址至桃園縣平鎮工業區。
2002年，联茂电子在廣東省东莞市虎门镇的南坊工业区设立了子工厂——東莞聯茂電子科技有限公司（東莞廠），是联茂位于华南区的总部，占地总面积约为30000平方米，厂房面积约为21012平方米，总投资金额高达3580万美元。同年6月，联茂在无锡市的锡山经济技术开发区也开设了聯茂（無錫）電子科技有限公司（無錫廠）。2005年，该公司與精成公司合資於東莞市黄江鎮成立茂成電子科技（黃江廠），資本額600萬美金，聯茂電子佔有60%的股權。
2002年12月30日，联茂在台湾證券櫃檯買賣中心挂牌上柜，股票代码为6213。2008年1月21日，联茂於臺灣證券交易所上市。
在完成东莞和无锡等地的扩张后，联茂电子將投資方向对准了中国的直轄市广州。2006年，在廣州經濟技術開發區永和經濟區成立廣州聯茂電子科技有限公司（廣州廠）。2007年，決議將廣州廠變更爲軟、硬性基板廠，並爲軟硬複合板產品做準備，同時宣告招募700名员工；2009年，該廠开始盈利。
2010年，聯茂電子宣告設立聯茂（仙桃）電子科技有限公司，但是至2016年爲止仍未正式運營。2014年8月，位於新竹縣新埔鎮的新廠落成啓用，原位於桃園的生產基地遷移至此。
聯茂2016年前3个季度的总营业额达到了144.91亿元，毛利率14.86％。

## 重大工安事故
- 2000年3月31日，臺灣桃園廠因熱煤油儲存桶溢流導致電線走火引起火災，造成2死9傷[11][1]。

- 2010年12月10日，臺灣桃園廠因丙酮暫存槽氣爆引起火災，造成1死4傷[12][1]。

## 慈善事业
2004年，聯茂電子设立了獎助學金「联茂立青」，该组织每年都会資助无锡市錫山區的優秀貧困大學生；截至2016年8月，联茂立青已發放了12批资金，合计240万元（人民币），受惠学子达700余人。此外，自2012年起联茂立青每年都会捐助雲林實驗小學和雲林幼兒園。